# Koncert dla Irwinga
Koncert dla Irwinga (ang. A Mighty Wind) – amerykański film komediowy z 2003 roku.

## Obsada
- Christopher Guest – Mark Shubb
- Michael McKean – Jerry Palter
- Laura Harris – Miss Klapper
- Jim Piddock – Leonard Crabbe
- Parker Posey – Sissy Knox
- Harry Shearer – Alan Barrows
- Freda Foh Shen – Melinda Barrows
- Fred Willard – Mike LaFontaine
- David Blasucci – Tony Pollono
- Michael Hitchcock – Lawrence Turpin
- Catherine O’Hara – Mickey Crabbe
- Eugene Levy – Mitch Cohen
- Jane Lynch – Laurie Bohner
- Larry Miller – Wally Fenton
- Jim Ortlieb – David Kantor
- Paul Dooley – George Menschell
- Ed Begley Jr. – Lars Olfen
- Bob Balaban – Jonathan Steinbloom
- Mary Gross – Ma Klapper
- Don Lake – Elliott Steinbloom
- Stuart Luce – Irving Steinbloom

## Fabuła
Umiera Irving Steinbloom – promotor i menadżer zespołów folkowych. Z tej okazji w nowojorskim Carnegie Hall odbędzie się niezwykła uroczystość. Trzy legendarne zespoły folkowe z lat 60. – The Folksmen, The New Main Street Singers oraz Mitch & Marty – zjadą się, by zagrać koncert ku pamięci zmarłego.

## Nagrody i nominacje
Oscary za rok 2003
- Najlepsza piosenka - „A Kiss at the End of the Rainbow” (nominacja)

Nagroda Satelita 2003
- Najlepszy aktor drugoplanowy w komedii/musicalu – Eugene Levy
- Najlepsza komedia/musical (nominacja)
- Najlepsza aktorka drugoplanowa w komedii/musicalu – Catherine O’Hara (nominacja)
- Najlepsza piosenka - „A Kiss at the End of the Rainbow” (nominacja)